# Marko Woytowicz
Marko Woytowicz (* 1963 in Emmerich) ist ein deutscher Schauspieler, Sänger und ehemaliger Basketballspieler.

## Laufbahn
Woytowicz wuchs in Emmerich auf. Nach dem Schulabschluss zog er nach München. Er spielte Basketball beim FC Bayern München und stieg 1987 mit der Mannschaft von der 2. Basketball-Bundesliga in die Basketball-Bundesliga auf und stand für den FCB auch in der höchsten deutschen Spielklasse auf dem Feld.
Er besuchte die Münchener Berufsfachschule für Schauspiel, arbeitete als Moderator und Sprecher beim Rundfunksender Radio Arabella. Als Sänger und Schauspieler (Tenor) hatte Woytowicz unter anderem Engagements am Bayerischen Staatsschauspiel in München, an der Komödie am Kurfürstendamm in Berlin und am Stuttgarter Palladium Theater. Zudem wirkte er in Fernsehfilmen und -serien mit, darunter Marienhof.
Beim FC Bayern München wurde er als Basketball-Jugendtrainer tätig, übernahm als Koordinator die Leitung der Mannschaften in den Altersklassen U10 und U12 sowie Sportarbeitsgemeinschaften an Münchener Grundschulen.